# Illa das Esculturas de Pontevedra

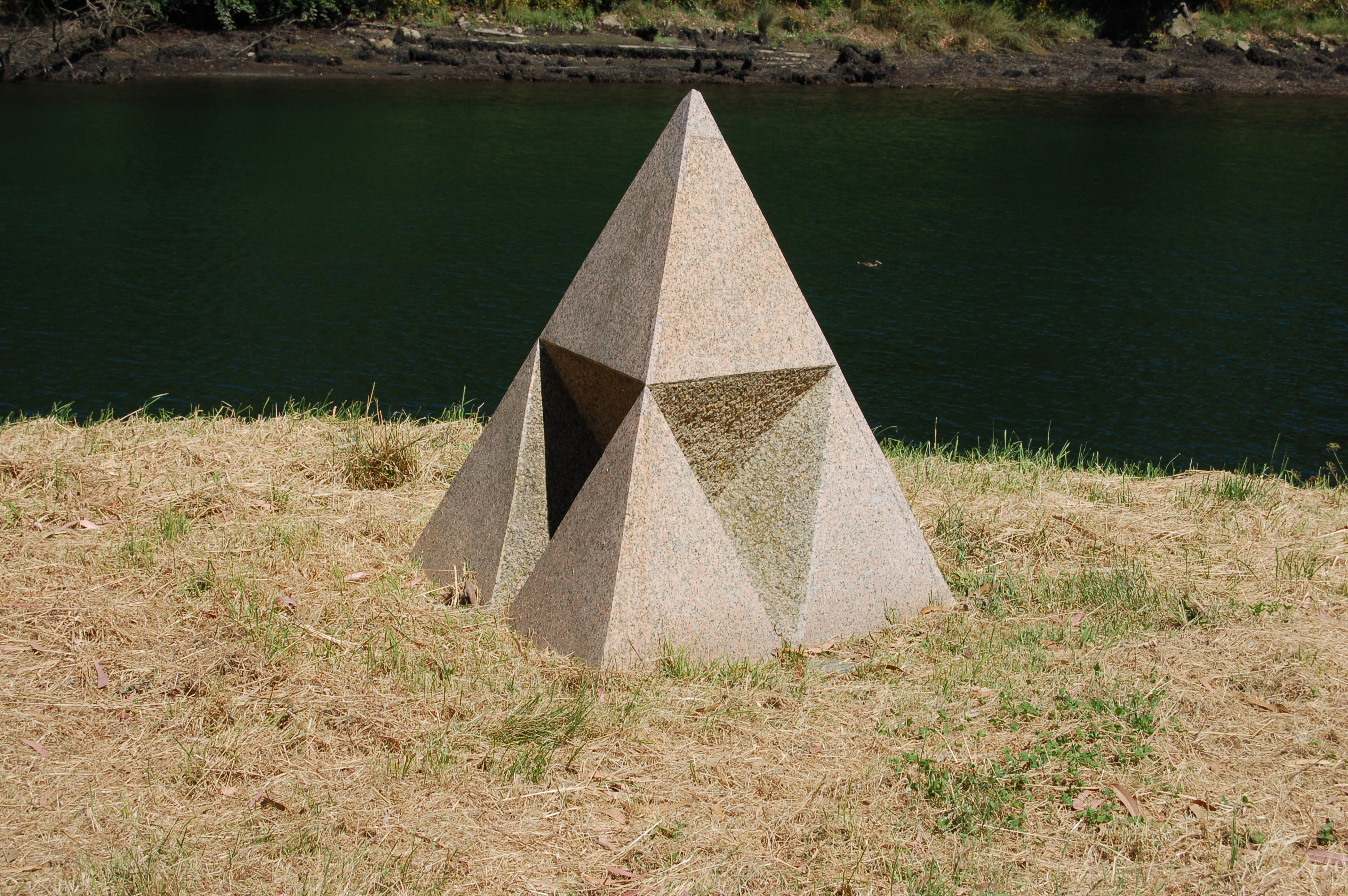
Pyramid van Dan Graham

Illa das Esculturas de Pontevedra is een beeldenpark op een eiland in de rivier Lérez in de provinciehoofdstad Pontevedra, Galicië (Spanje). 
In 1999 werd het beeldenpark gesticht in het kader van een herinrichting van het eiland, dat een oppervlak heeft van 70.000 m². Aan 12 hedendaagse Spaanse en internationale kunstenaars werd gevraagd een kunstwerk te maken. De meeste kunstwerken kunnen worden gerekend tot de zogenaamde land art.

## Collectie
1. Cielo acortado (1999), van Giovanni Anselmo.
2. Los 36 justos (1999), van Fernando Casás.
3. Zonder titel (1999), van José Pedro Croft.
4. Pyramid (1988-1999, van Dan Graham.
5. Petrarca (1999), van Ian Hamilton Finlay.
6. Zonder titel (1999), van Jenny Holzer.
7. Saavedra (1999), van Francisco Leiro.
8. Línea de Pontevedra (1999), van Richard Long.
9. Laberinto de Pontevedra (1999), van Robert Morris.
10. Una Folie o Pequeño Paraiso para Pontevedra (1999), van Anne en Patrick Poirier.
11. Zonder titel (1999), van Ulrich Rückriem.
12. Xaminorio xunquemenes abay(1999), van Enrique Velasco.

## Fotogalerij

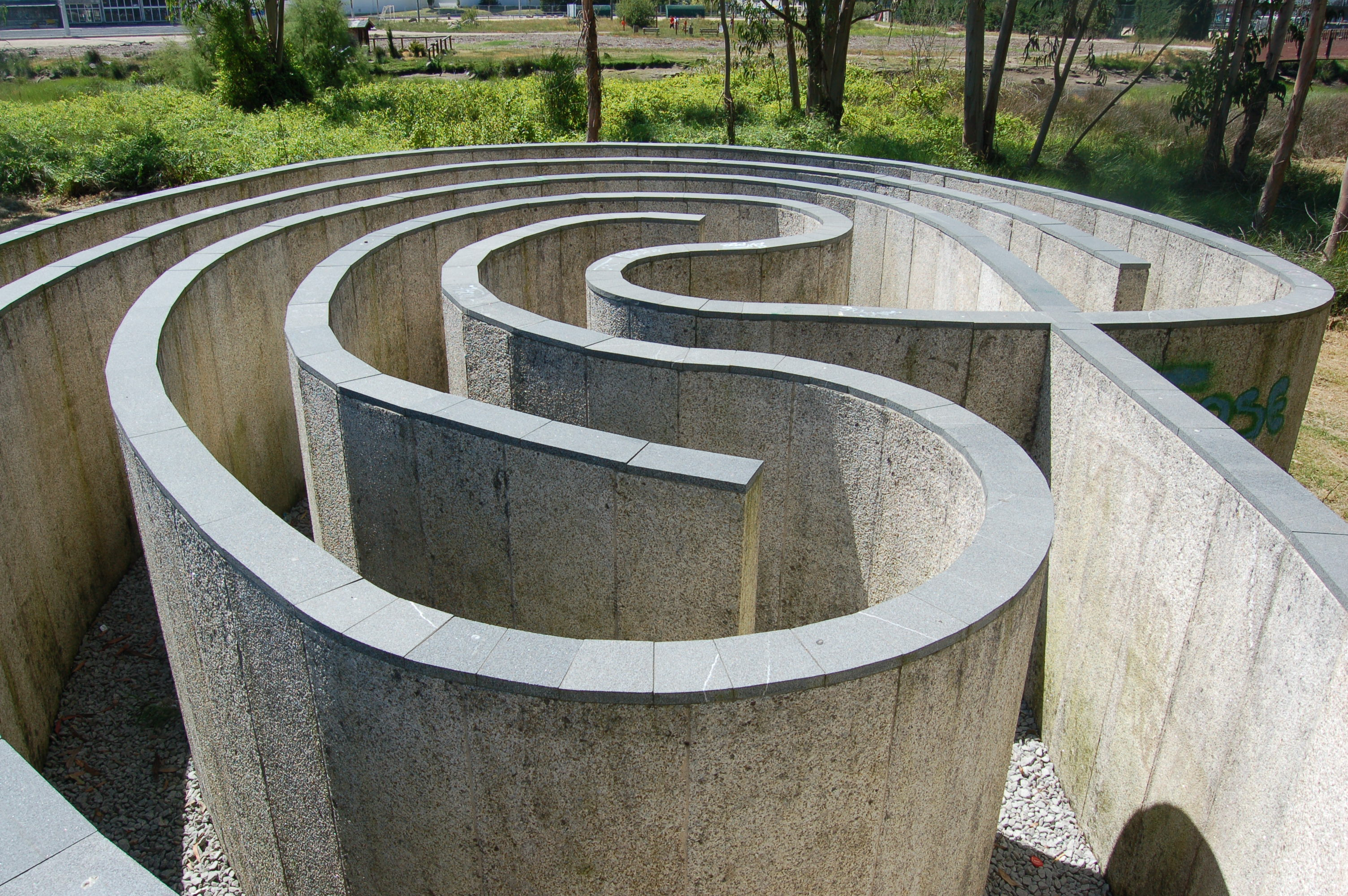
Laberinto de Pontevedra, van Robert Morris
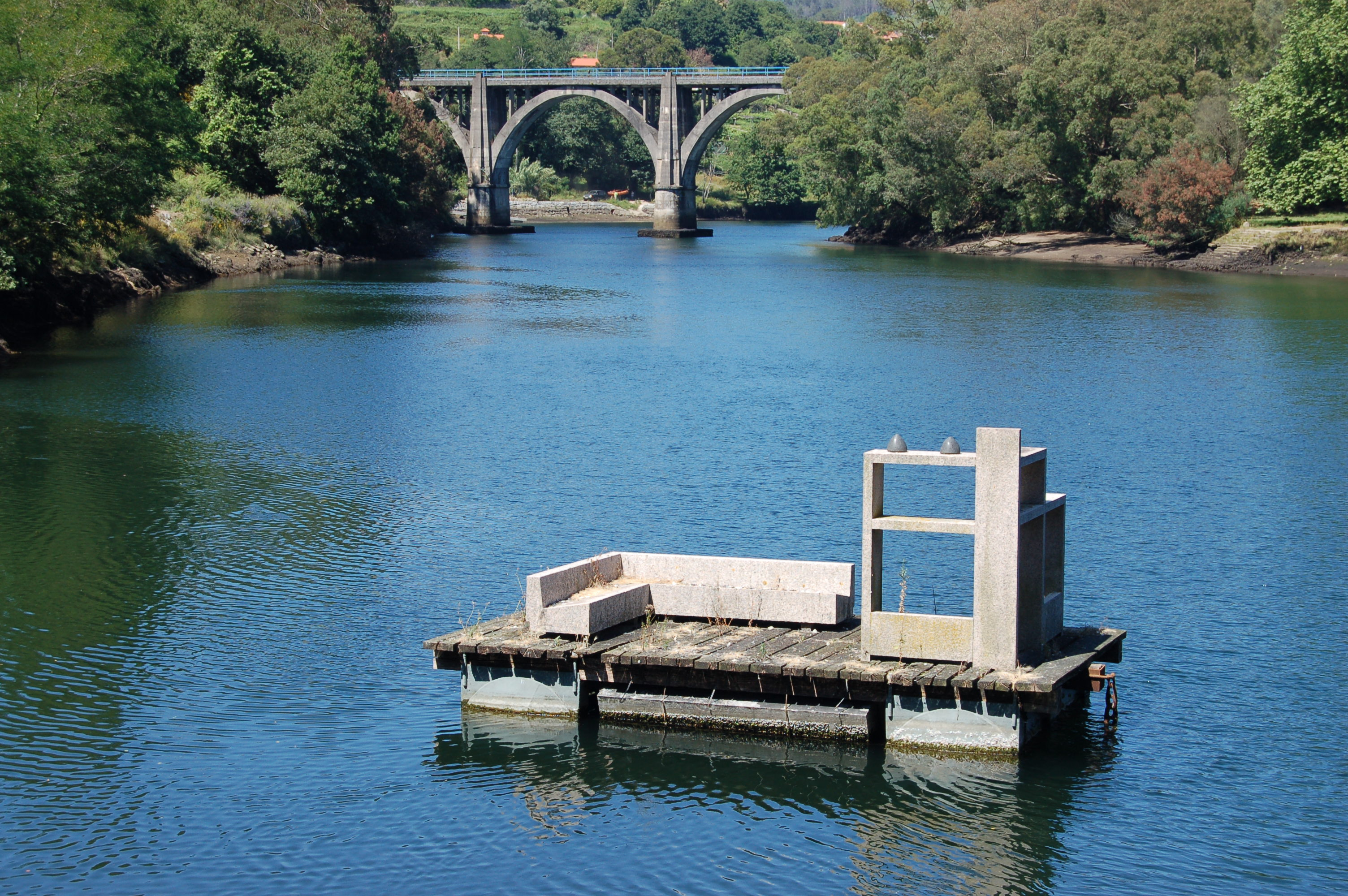
Saavedra, van Francisco Leiro